# Винокуров, Исидор Григорьевич
Изидор Григорьевич Винокуров (6 февраля 1907, Керчь, Российская империя — 23 мая 1990, Москва, СССР) — советский прозаик и сценарист. Заслуженный работник культуры РСФСР (1973).

## Биография
Трудовую деятельность начал в 15-летнем возрасте грузчиком в порту города Новороссийска. В 19 лет поступил на Кинокурсы имени Бориса Чайковского в Москве. Закончил актерский и сценарный факультеты по классу профессора А. О. Гавронского. По окончании работал на киностудиях Киева, Ленинграда, Москвы.
Во время Великой Отечественной войны служил в Авиации Дальнего Действия (1941—1946 гг.). Прошел с авиационным корпусом путь от Москвы до Берлина, затем от Маньчжурии до Южного Сахалина. Награжден многими орденами и медалями.
После войны работал ответственным секретарем Комиссии по детской и юношеской литературе Союза писателей СССР, редактором отдела по работе с молодыми авторами в журнале «Юность», ответственным секретарем Совета по критике и литературоведению Союза писателей СССР. Вышел на пенсию в 1989 году.
Автор сценариев кинофильмов «Днепрострой», «Человек рассеянный», «Чемпион», «Как старик смерть прогнал», снятых на киностудиях Киева, Ленинграда, Кишинева и студии «Мультфильм» в Москве.
Автор художественно-документальных книг «По Южному Сахалину» и «Подвиг адмирала Невельского» — обе в соавторстве с женой Ф. Флорич (Флорой Богомольной), книг для детей «Как старик смерть прогнал», «Трое отважных», «Самолет летит», «Пешком на полюс».
Заслуженный работник культуры РСФСР (1973).

## Фильмография

### Сценарист
- 1938 —
  - Дед Иван
  - Человек рассеянный
- 1948 — Чемпион
- 1962 — Горькое лекарство